# Specie di Antrodiaetidae
Di seguito sono elencate le 33 specie della famiglia di ragni Antrodiaetidae note al giugno 2012 .

## Aliatypus
Aliatypus Smith, 1908

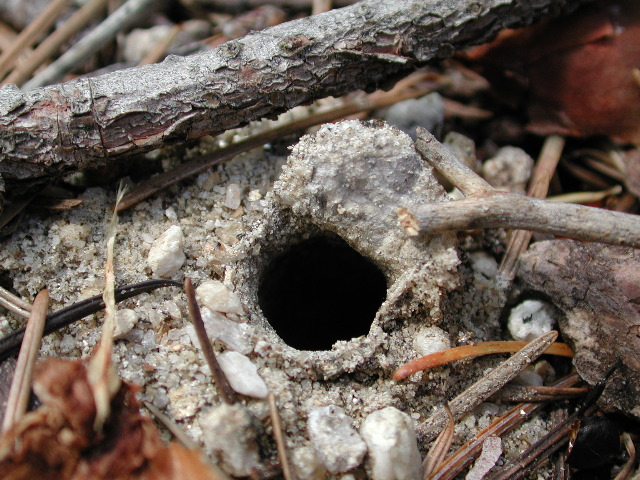
Aliatypus janus, ingresso della "tana a porta-trappola"

- Aliatypus aquilonius Coyle, 1974 — USA
- Aliatypus californicus (Banks, 1896)[2] — USA
- Aliatypus coylei Hedin & Carlson, 2011 — USA
- Aliatypus erebus Coyle, 1974 — USA
- Aliatypus gnomus Coyle, 1974 — USA
- Aliatypus gulosus Coyle, 1974 — USA
- Aliatypus isolatus Coyle, 1974 — USA
- Aliatypus janus Coyle, 1974 — USA
- Aliatypus plutonis Coyle, 1974 — USA
- Aliatypus thompsoni Coyle, 1974 — USA
- Aliatypus torridus Coyle, 1974 — USA
- Aliatypus trophonius Coyle, 1974 — USA

## Antrodiaetus
Antrodiaetus Ausserer, 1871

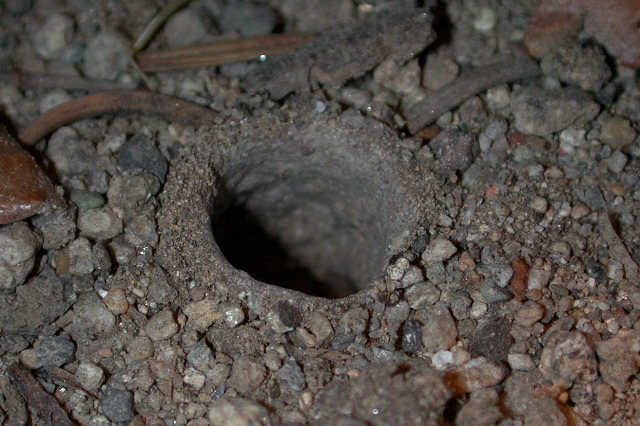
Antrodiaetus gertschi, ingresso della "tana a porta-trappola"

- Antrodiaetus apachecus Coyle, 1971 — USA
- Antrodiaetus ashlandensis Cokendolpher, Peck & Niwa, 2005 — USA
- Antrodiaetus cerberus Coyle, 1971 — USA
- Antrodiaetus coylei Cokendolpher, Peck & Niwa, 2005 — USA
- Antrodiaetus effeminatus Cokendolpher, Peck & Niwa, 2005 — USA
- Antrodiaetus gertschi (Coyle, 1968) — USA
- Antrodiaetus hadros (Coyle, 1968) — USA
- Antrodiaetus hageni (Chamberlin, 1917) — USA
- Antrodiaetus lincolnianus (Worley, 1928) — USA
- Antrodiaetus metapacificus Cokendolpher, Peck & Niwa, 2005 — USA

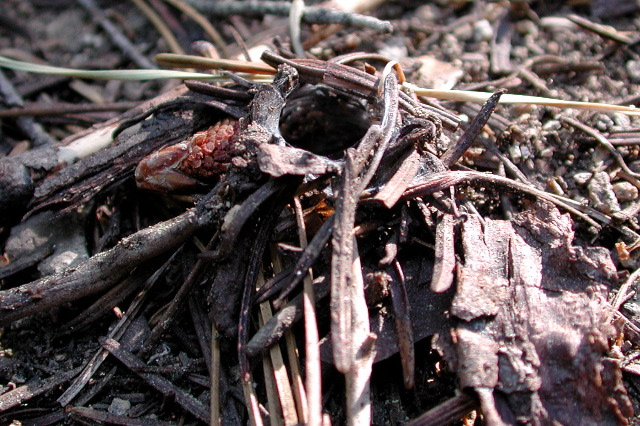
Antrodiaetus riversi, torretta

- Antrodiaetus microunicolor Hendrixson & Bond, 2005 — USA
- Antrodiaetus montanus (Chamberlin & Ivie, 1935) — USA
- Antrodiaetus occultus Coyle, 1971 — USA
- Antrodiaetus pacificus (Simon, 1884) — USA
- Antrodiaetus pugnax (Chamberlin, 1917) — USA
- Antrodiaetus riversi (O. P.-Cambridge, 1883) — USA
- Antrodiaetus robustus (Simon, 1891) — USA
- Antrodiaetus roretzi (L. Koch, 1878) — Giappone
- Antrodiaetus stygius Coyle, 1971 — USA
- Antrodiaetus unicolor (Hentz, 1842)[2] — USA
- Antrodiaetus yesoensis (Uyemura, 1942) — Giappone

### Generi e specie fossili
†Cretacattyma Eskov & Zonstein, 1990
- Cretacattyma raveni Eskov & Zonstein, 1990 - Cretaceo della Mongolia centrale[3]